# Petra Roth

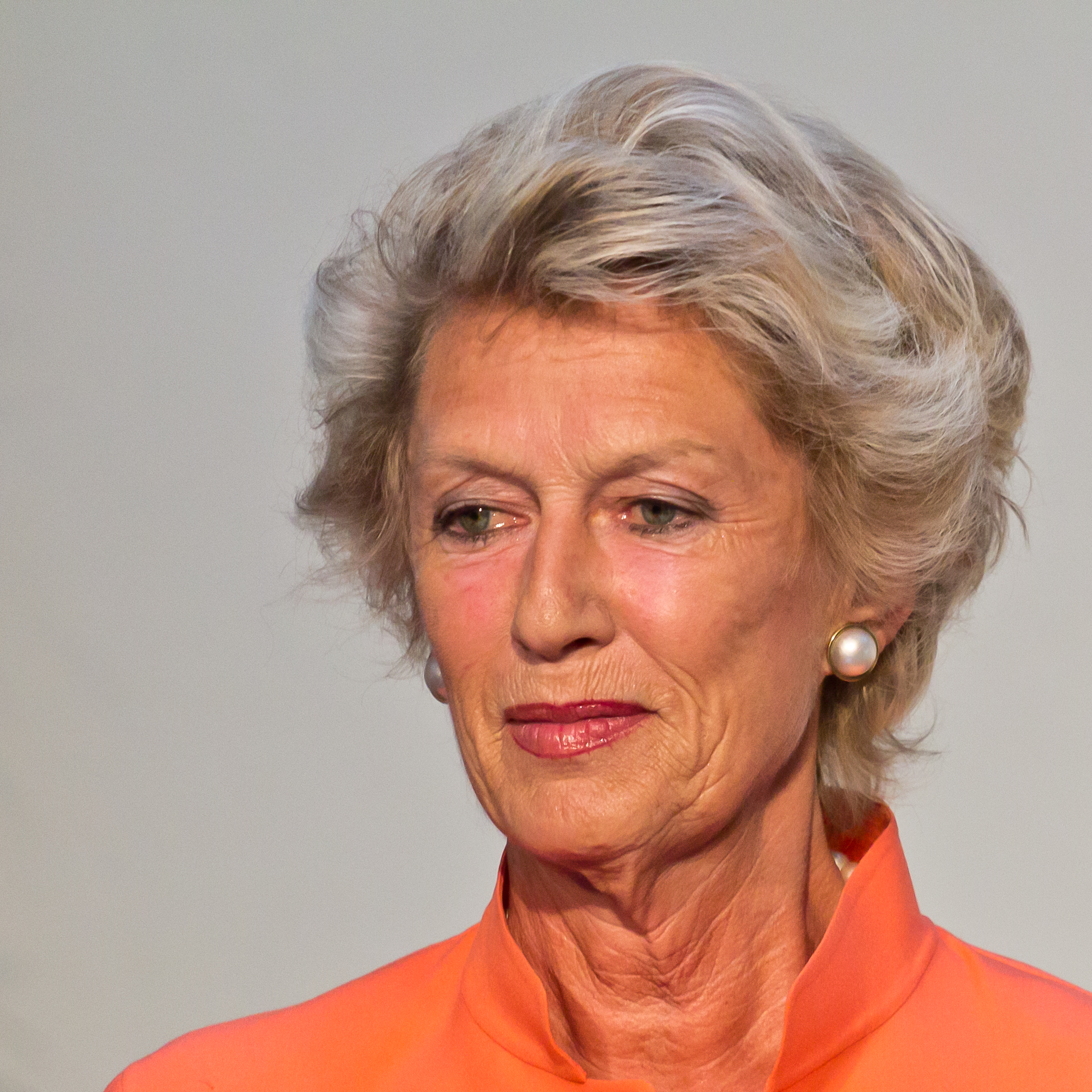
Petra Roth auf der Preisverleihung des Konrad-Adenauer-Preises, September 2012 in Köln

Petra Roth (* 9. Mai 1944 in Bremen als Petra Martin) ist eine deutsche Politikerin der CDU. Von 1995 bis 2012 war sie Oberbürgermeisterin von Frankfurt am Main und in den Jahren 1997 bis 1999, 2002 bis 2005 und 2009 bis 2011 Präsidentin des Deutschen Städtetags.

## Leben
Roth entstammt einer Bremer Kaufmannsfamilie. Sie verließ das Kippenberg-Gymnasium mit dem Abschluss der mittleren Reife und absolvierte danach die Höhere Handelsschule in Bremen. Ihre Ausbildung zur Arzthelferin absolvierte sie in Freiburg im Breisgau. 1964 zog sie nach Frankfurt am Main. 1969/1970 ging sie für ein Jahr als Au-pair nach London. Während der Anschläge vom 11. September 2001 war sie in einem der Flugzeuge, die über dem Atlantik nach Gander (Neufundland) umgeleitet wurden, wo sie für mehrere Tage „gestrandet“ war.
Sie lebt im Frankfurter Stadtteil Nieder-Erlenbach; von ihrem 1994 verstorbenen zweiten Ehemann, dem Hobbymaler und ehemaligen Leiter der Hörfunktechnik beim Hessischen Rundfunk, Erwin Roth, hat sie zwei Söhne, Claudius (* 1971) und André (* 1974). Ihr Lebensgefährte war der Schweizer Robert Raeber (1936–2021), ehemals Vorstandsvorsitzender der Nestlé AG Deutschland.
Roth gilt als sportbegeistert – ist laut Eigenangaben seit 1964 Mitglied im SC Frankfurt 1880 – und kunstaffin, besitzt unter anderen das Gemälde Wache der Künstlerin Rissa, eine handsignierte Armbanduhr von Jeff Koons und ist seit 2012 Vorsitzende des gemeinnützigen Vereins Atelierfrankfurt.

## Politische Karriere
Roth trat in Frankfurt 1972 – „aus Begeisterung für Rainer Barzel“ – in die CDU ein. Zunächst war sie von 1972 bis 1988 Sozialbezirksvorsteherin und dann von 1977 bis 1989 und wiederum von 1993 bis 1995 Mitglied der Stadtverordnetenversammlung; dazu bekleidete sie von 1989 bis 1992 die Ämter der Vorsitzenden der Frankfurter Frauenunion und von 1990 bis 1994 das der Vizepräsidentin des Landessportbundes Hessen.
Von 1987 bis 1995 war sie für den Wahlkreis Frankfurt am Main VI Mitglied des Hessischen Landtags und von 1992 bis 1995 Kreisvorsitzende der Frankfurter CDU, zu dieser Zeit als erstes weibliches CDU-Mitglied in Deutschland.

### Frankfurter Oberbürgermeisterin
Helmut Kohl bat Roth 1995, im selben Jahr als Frankfurter Oberbürgermeisterin zu kandidieren. Sie setzte sich bei der vorgezogenen und erstmaligen Oberbürgermeisterdirektwahl mit 51,9 % zu 45,9 % gegen Andreas von Schoeler (SPD) durch und wurde somit am 5. Juli 1995 als erste Frau Stadtoberhaupt von Frankfurt am Main.
2001 gewann sie bei der Oberbürgermeisterwahl in der zweiten Wahlrunde knapp gegen ihren Herausforderer, den damaligen Bürgermeister Achim Vandreike (SPD). Am 28. Januar 2007 wurde sie erneut mit 60,5 % der Stimmen im ersten Wahlgang für eine dritte Amtszeit gewählt, allerdings bei einer Wahlbeteiligung von nur 33,6 %. Ihr aussichtsreichster Gegenkandidat, Franz Frey (SPD), erhielt 27,5 % der Stimmen.
2011 kündigte sie ihren Rücktritt als Frankfurter Oberbürgermeisterin zum 1. Juli 2012 an. Die Oberbürgermeisterwahl fand dadurch ein Jahr früher als geplant am 25. März 2012 statt, bei der Peter Feldmann (SPD) zu ihrem Nachfolger gewählt wurde.

#### Regierungsstil und Position
Roth wurde oft als „Moderatorin“ tituliert, wegen ihrer Fähigkeit beispielsweise in der Frankfurter Politik alte Grabenkämpfe zu beseitigen gelobt und aufgrund ihres präsidialen Stils in späteren Jahren auch als „Sonnenkönigin vom Römerberg“ kritisiert.
Aufgrund ihrer in der CDU umstrittenen Ansichten zur Etablierung des Islams in Deutschland (Moscheebau), zu Migrations- und Integrationsfragen und der Drogenpolitik wird sie dem linken Flügel der CDU zugerechnet. Roth zeigte sich stolz auf den interreligiösen Dialog in Frankfurt und die Einbürgerung von mehr als 30.000 Ausländern.
Zeitweise war Roth als Nachfolgerin von Johannes Rau für das Amt des Bundespräsidenten im Gespräch. Im März 2008 wurde sie als mögliche Ministerpräsidentin von Hessen gehandelt. Nach dem Rücktritt von Bundespräsident Christian Wulff am 17. Februar 2012 brachten Politiker der CSU Roth ins Gespräch als mögliche Nachfolgerin, bevor sich die Unionsparteien auf Joachim Gauck als Kandidaten einigten. Sie war auf Vorschlag der hessischen CDU Mitglied der Bundesversammlung bei der Wahl des deutschen Bundespräsidenten 2004 und jeder weiteren Bundespräsidentenwahl bis 2012.

## Weitere ehemalige Ämter und Funktionen
Roth war von 1997 bis 1999 und von 2003 bis 2005 Präsidentin des Deutschen Städtetags. Ihr Nachfolger war von 2005 bis 2009 der Münchener Oberbürgermeister Christian Ude, den sie im Mai 2009 ablöste. 2011 wurde Ude wieder ihr Nachfolger und Roth Vizepräsidentin bis zu ihrem Ausscheiden als Oberbürgermeisterin. Während ihrer Amtszeit als Oberbürgermeisterin war sie unter anderem Mitglied im Aufsichtsrat des Flughafenbetreibers Fraport und Aufsichtsratsvorsitzende der Messe Frankfurt, der Stadtwerke Frankfurt am Main, des Rhein-Main-Verkehrsverbundes und der Baugesellschaft ABG Frankfurt Holding. Sie gehörte zudem dem Ausschuss der Regionen der Europäischen Union an.
Roth war unter anderem Vorsitzende des Aufsichtsrates des Energie- und Wasserdienstleisters Thüga, Aufsichtsratsmitglied des französischen Versicherungskonzerns und Kapitalverwalters Axa, Vorstandsvorsitzende der 2008 von der Deutschen Bauindustrie gegründeten Thüringer Stiftung Schloss Ettersburg und Mitglied im Kuratorium der Deutschen Nationalstiftung.

## Aktuelle Mandate
Roth ist Mitglied im Kuratorium der Hertie-Stiftung und der Commerzbank-Stiftung.

## Ehrungen
- 2001 wurde sie für ihre Verdienste um die deutsch-französische Freundschaft zum Offizier der französischen Ehrenlegion ernannt.
- 2005 erhielt sie von der Universität Tel Aviv den „Doctor philosophiae honoris causa“ für ihre Förderung der akademischen und kulturellen Beziehungen zwischen den Partnerstädten Tel Aviv und Frankfurt am Main.
- 2010 verlieh ihr die Sookmyung Women’s University in Seoul die Ehrendoktorwürde für ihr internationales politisches Wirken.
- 2012 erhielt sie den Julius-Campe-Preis.[33]
- 2012 wird ihr der Konrad-Adenauer-Preis der Stadt Köln verliehen.[34]
- 2015 Bundesverdienstkreuz 1. Klasse
- 2015 Ehrenplakette der Stadt Frankfurt am Main
- 2016 Ehrenbürgerin der Stadt Tel Aviv[35]
- 2016 Alfred-Dregger-Medaille in Gold[36]
- 2017 Kulturgroschen des Deutschen Kulturrats[37][38]
- 2017 am 9. Juni verlieh Oberbürgermeister Peter Feldmann auf Beschluss der Stadtverordnetenversammlung vom 23. März 2017 Petra Roth die Ehrenbürgerschaft von Frankfurt am Main.[39]
- 2024 Ehrenprofessorin des Landes Hessen[40]